# Love Can Move Mountains
Love Can Move Mountains è una canzone della cantante canadese Céline Dion, registrata per il suo secondo album in studio in inglese, Celine Dion (1992). La canzone scritta da Diane Warren e prodotta da Ric Wake, fu rilasciata come quarto singolo promozionale nell'ottobre 1992 in tutto il mondo. Il brano pop up-tempo ha un'influenza musicale gospel e dance, e i suoi testi descrivono le abilità che l'amore ha come un'emozione. Love Can Move Mountains è una delle hit più importanti dell'artista canadese ed è stato in seguito inclusa nelle più grandi raccolte album di Céline Dion, All the Way... A Decade of Song (1999) e My Love: Ultimate Essential Collection (2008).

## Contenuti e pubblicazioni
Il lato B del disco includeva una traccia inedita, Cry Just a Little, una cover di una canzone di E. G. Daily del suo album del 1989, Lace Around the Wound. Questa è la seconda cover di E. G. Daily che Céline Dion registra, come nel 1987 fece per l'adattamento francese di Love in the Shadows, intitolato Délivre-moi e pubblicato come singolo promozionale del suo album Incognito.
Il videoclip musicale del singolo fu realizzato per il montaggio di Daniel Abraham da 7", dal regista Jeb Brian e pubblicato nel novembre 1992. Il videoclip appare anche nella raccolta DVD All the Way... A Decade of Song & Video, pubblicata dalla Dion nel 2001.
Love Can Move Mountains è stata pubblicata anche in versione remix per i club, dai produttori Tommy Musto (montaggio di Tommy Musto 7 ", mix di club, mix vocale underground, strumentale underground, club dub, underground dub), Ric Wake e Richie Jones (Wake & Jones dub), e da Daniel Abraham (modifica di Daniel Abraham 7 ").

## Recensioni da parte della critica
L'editore del Chicago Tribune, Jan DeKnock riguardo al brano scrisse:"L'album presenta anche un efficace viaggio nel gospel (Love Can Move Mountains)". Dave Sholin del Gavin Report scrisse: "Il produttore Ric Wake è meglio conosciuto per il suo lavoro con Taylor Dayne, ma questa volta aggiunge il giusto tocco al potente approccio vocale di Céline Dion. È evidente che stava versando ogni briciola di emozione possibile in questa canzone di Diane Warren, dandole una qualità da gospel. Dal momento che lei è conosciuta per le sue ballad eccitanti, Love Can Move Mountains farà conoscere al pubblico un altro lato di questa "songstresse" meravigliosamente dotata e molto versatile." Inoltre, il singolo è stato scelto come una canzone di spicco insieme a If You Asked Me To e Beauty and the Beast dal senior editor di AllMusic, Stephen Thomas Erlewine. Jose F. Promis di AllMusic ha recensito il singolo assegnandogli tre stelle su cinque:"Ci sono due remix di Love Can Move Mountains, uno rimbalzante e l'altro elegante, e due versioni house per club, simili alla maggior parte della musica dance dei primi anni '90, in quanto sembra possedere un'eleganza finita e un'innocenza perduta."

## Successo commerciale e riconoscimenti
Il singolo ebbe molto successo nelle classifiche club americane, raggiungendo la posizione numero cinque della Hot Dance Club Play negli Stati Uniti e della RPM Dance in Canada. La canzone è stata anche l'unica hit numero due in Canada e ha raggiunto la numero 36 della Billboard Hot 100 negli Stati Uniti. In Canada il singolo raggiunse la prima posizione della classifica RPM Adult Contemporary. Nel resto del mondo ottenne un discreto successo.
Nel 1993 la versione "club mix" di Love Can Move Mountains vinse uno Juno Award come Miglio Registrazione Dance, mentre un anno dopo la versione originale fu candidata nella categoria Singolo dell'Anno.

## Interpretazioni dal vivo
Love Can Move Mountains è stata includa nelle scalette di tutti i tour di Céline Dion, incluso l'ultimo tour europeo del 2017, Céline Dion Live 2017. La Dion ha eseguito questa canzone anche durante il suo spettacolo A New Day... tenutosi per cinque anni al Caesars Palace di Las Vegas. Le versioni live di Love Can Move Mountains sono disponibili anche negli album live À l'Olympia del 1994, Taking Chances World Tour: The Concert  pubblicato nel 2010 e Céline une seule fois / Live 2013 (2014). Nel 1998, Céline Dion registrò una nuova versione di Love Can Move Mountains con il gruppo gospel God's Property, per la colonna sonora della popolare serie televisiva della CBS, Il tocco di un angelo. Inoltre Céline apparse nella fiction come se stessa in un episodio della serie, intitolato Salmo 151, in cui eseguì la canzone. Nel 2016, la Dion interpretò questa canzone durante il suo Summer Tour 2016.

## Formati e tracce
CD Maxi Singolo (Australia) (Epic: 658148 5)
1. Love Can Move Mountains – 4:05 (Diane Warren)
2. Cry Just A Little – 4:30 (Golden, Faragher)
3. Love Can Move Mountains (Club Mix) – 5:32 (Warren)
4. Love Can Move Mountains (Wake & Jones Dub) – 5:37 (Warren)
5. Love Can Move Mountains (Underground Dub) – 5:39 (Warren)

CD Singolo (Europa) (Columbia: 658148 1)
1. Love Can Move Mountains (Remix) – 4:04 (Warren)
2. Cry Just A Little – 4:29 (Lotti Golden, Tommy Faragher)

CD Maxi Singolo (Europa) (Columbia: 658148 2)
1. Love Can Move Mountains (Remix) – 4:04 (Warren)
2. Love Can Move Mountains (Club Mix) – 5:30 (Warren)
3. Cry Just A Little – 4:29 (Golden, Faragher)

CD Mini Singolo (Giappone) (Epic: ESDA 7116)
1. Love Can Move Mountains (Club Mix) – 5:30 (Warren)
2. Cry Just A Little – 4:29 (Golden, Faragher)

CD Singolo (Regno Unito) (Epic: 658778 2)
1. Love Can Move Mountains (Remix) – 4:04 (Warren)
2. Love Can Move Mountains (Club Mix) – 5:30 (Warren)
3. Cry Just A Little – 4:29 (Golden, Faragher)
4. Céline Dion & Peabo Bryson – Beauty and the Beast (from The Original Motion Picture Soundtrack) – 3:57 (testo: Howard Ashman – musica: Alan Menken)

CD Singolo Promo (Stati Uniti) (Epic: ESK 4875)
1. Love Can Move Mountains – 4:10 (Warren)

CD Singolo Promo (Stati Uniti) (Epic: ESK 74337)
1. Love Can Move Mountains – 4:45 (Warren)
2. Love Can Move Mountains (Remix) – 4:05 (Warren)

CD Maxi Singolo (Stati Uniti) (Epic: 49K 74817)
1. Love Can Move Mountains (Daniel Abrahams 7" Edit) – 4:05 (Warren)
2. Love Can Move Mountains (Tommy Musto 7" Edit) – 4:10 (Warren)
3. Love Can Move Mountains (Club Mix) – 5:30 (Warren)
4. Love Can Move Mountains (Underground Vocal Mix) – 7:10 (Warren)
5. (If There Was) Any Other Way (Remix) – 5:39 (Paul Bliss)
6. Unison (Mainstream Mix) – 7:15 (testo: Bruce Roberts – musica: Andy Goldmark)

LP Singolo 7" (Europa) (Columbia: 658148 7)
1. Love Can Move Mountains (Remix) – 4:04 (Warren)
2. Cry Just A Little – 4:29 (Golden, Faragher)

LP Singolo 7" (Regno Unito) (Epic: 658778 7)
1. Love Can Move Mountains (Remix) – 4:04 (Warren)
2. Céline Dion & Peabo Bryson – Beauty and the Beast – 3:57 (testo: Ashman – musica: Menken)

LP Singolo Promo 7" (Spagna) (CBS/Sony: ARIC 160)
1. Love Can Move Mountains (Remix) – 4:04 (Warren)

LP Singolo 7" (Stati Uniti) (Epic: 34-74337)
1. Love Can Move Mountains – 4:05 (Warren)
2. Cry Just A Little – 4:29 (Golden, Faragher)

LP Singolo 12" (Canada; Stati Uniti) (Epic: EAS 4740; Epic: 49 74378)
1. Love Can Move Mountains (Club Mix) – 5:30 (Warren)
2. Love Can Move Mountains (Underground Vocal Mix) – 7:10 (Warren)
3. Love Can Move Mountains (Wake & Jones Dub) – 5:41 (Warren)
4. Love Can Move Mountains (Club Dub) – 5:30 (Warren)
5. Love Can Move Mountains (Underground Dub) – 5:35 (Warren)
6. Unison (Mainstream Mix) – 7:15 (Roberts, Goldmark)

LP Singolo Promo 12" (Europa; Regno Unito) (Columbia: 6581486; Epic: 658778 6)
1. Love Can Move Mountains (Club Mix) – 5:30 (Warren)
2. Love Can Move Mountains (Underground Vocal Mix) – 7:10 (Warren)
3. Love Can Move Mountains (Underground Instrumental) – 4:38 (Warren)
4. Love Can Move Mountains (Club Dub) – 5:30 (Warren)
5. Love Can Move Mountains (Underground Dub) – 5:35 (Warren)
6. Love Can Move Mountains (Wake & Jones Dub) – 5:41 (Warren)

LP Singolo Promo 12" (Messico) (Sony Music: PRLP-95803)
1. Love Can Move Mountains (El Amor Puede Mover Montañas) – 5:55 (Warren)
2. Nothing Broken but My Heart (Me Rompiste El Corazon) – 5:55 (Warren)

LP Singolo Promo 12" (Stati Uniti) (Epic: EAS 4740)
1. Love Can Move Mountains (Club Mix) – 5:30 (Warren)
2. Love Can Move Mountains (Underground Vocal Mix) – 7:10 (Warren)
3. Love Can Move Mountains (Underground Instrumental) – 4:38 (Warren)
4. Love Can Move Mountains (Club Dub) – 5:30 (Warren)
5. Love Can Move Mountains (Underground Dub) – 5:35 (Warren)
6. Love Can Move Mountains (Wake & Jones Dub) – 5:41 (Warren)

MC Singolo (Canada) (Columbia: 38T74337)
1. Love Can Move Mountains – 4:04 (Warren)
2. Cry Just A Little – 4:29 (Golden, Faragher)

MC Singolo (Regno Unito) (Epic: 658778 4)
1. Love Can Move Mountains – 4:04 (Warren)
2. Céline Dion & Peabo Bryson – Beauty and the Beast – 3:57 (testo: Ashman – musica: Menken)

MC Singolo (Stati Uniti) (Epic: 34T 74337)
1. Love Can Move Mountains – 4:45 (Warren)
2. Cry Just A Little – 4:29 (Golden, Faragher)

## Versioni ufficiali
- Love Can Move Mountains (Tommy Musto's 7" edit) – 4:10
- Love Can Move Mountains (Club Dub) – 5:30
- Love Can Move Mountains (Underground Vocal Mix) – 7:10
- Love Can Move Mountains (Underground Instrumental) – 4:38
- Love Can Move Mountains (Underground Dub) – 5:35

- Love Can Move Mountains (Wake & Jones dub) – 5:41
- Love Can Move Mountains (Daniel Abraham's 7" edit) – 4:05
- Love Can Move Mountains (Album version) – 4:53
- Love Can Move Mountains (live from Taking Chances World Tour: The Concert) – 4:38
- Love Can Move Mountains (live from À l'Olympia) – 5:25

- Love Can Move Mountains (with God's Property) – 5:05
- Love Can Move Mountains (New Edit) – 4:05
- Love Can Move Mountains/River Deep, Mountain High (Medley) (live from Céline une seule fois / Live 2013) – 6:07

## Classifiche

### Classifiche settimanali
| Classifica (1992-1993)                                | Posizione massima raggiunta |
| ----------------------------------------------------- | --------------------------- |
| Canada (RPM 100 Hit Tracks)                           | 2                           |
| Canada (RPM Adult Contemporary Tracks)                | 1                           |
| Canada (RPM Dance)                                    | 5                           |
| Canada (The Record's Retail Singles Chart)            | 8                           |
| Germania (Media Control Charts)                       | 61                          |
| Regno Unito (Official Singles Chart Top 75)           | 46                          |
| Stati Uniti (Billboard Dance Club Songs)              | 5                           |
| Stati Uniti (Billboard Hot 100)                       | 36                          |
| Stati Uniti (Billboard Hot Adult Contemporary Tracks) | 8                           |
| Stati Uniti (Billboard Mainstream Top 40)             | 22                          |

### Classifiche di fine anno
| Classifica (1993)                                              | Posizione |
| -------------------------------------------------------------- | --------- |
| Canada (RPM Top 100 Hit Tracks of 1993)                        | 20        |
| Canada (RPM Top 100 A/C Tracks of 1993)                        | 13        |
| Canada (RPM Top 50 Dance Tracks of 1993)                       | 40        |
| Stati Uniti (Billboard Hot Adult Contemporary Single & Tracks) | 40        |

## Crediti e personale
Registrazione
- Registrato ai Cove City Sound Studios di Glen Cove (NY)

Personale
- Arrangiato da - Ric Wake, Rich Tancredi
- Batteria - Justin Strauss
- Musica di - Diane Warren
- Produttore - Ric Wake
- Produttore aggiuntivo - Daniel Abraham
- Programmazione percussioni - Justin Strauss
- Remix di - Daniel Abraham
- Tastiere - Lenny Underwood
- Testi di - Diane Warren

## Cronologia di rilascio
| Paese       | Data             | Formato                    |
| ----------- | ---------------- | -------------------------- |
| Australia   | 1992             | CD                         |
| Canada      | ottobre 1992     | Musicassetta               |
| Canada      | novembre 1992    | Vinile (12")               |
| Europa      | 1992             | CD • Vinile (7"), (12")    |
| Europa      | ottobre 1992     | CD Maxi                    |
| Giappone    | 6 ottobre 1992   | CD Mini                    |
| Regno Unito | 1992             | Musicassetta               |
| Regno Unito | ottobre 1992     | CD • Vinile (12")          |
| Regno Unito | novembre 1992    | Vinile (7")                |
| Stati Uniti | 1992             | Musicassetta • Vinile (7") |
| Stati Uniti | ottobre 1992     | Vinile (12")               |
| Stati Uniti | 10 dicembre 1992 | CD Maxi                    |

## Cover di altri interpreti
Nel 2016, la canzone è stata utilizzata nella versione americana del musical The Passion ed è stata inserita anche nell'album della colonna sonora ufficiale del musical, The Passion: New Orleans, registrata dai membri del cast tra cui Jencarlos, Prince Royce, Chris Daughtry, Shane Harper e Michael W. Smith.